# Mary Joseph Rogers
Mary Josephine Rogers, más conocida como Madre Mary Joseph Rogers, (Roxbury, 27 de octubre de 1882-9 de octubre de 1955) fue una religiosa católica estadounidense notable por haber fundado la orden dominica de las Hermanas Maryknoll, la primera congregación de mujeres católicas que organizó una misión a nivel mundial en los Estados Unidos. 

## Biografía
Mary Josephine Rogers nació el 27 de octubre de 1882 en Roxbury, Massachusetts. Sus padres eran Abraham Rogers y Mary Plummer. Realizó su licenciatura en el Smith College y se graduó en 1905. Durante su época en la universidad fue testigo del fervor con el que los estudiantes protestantes se preparaban para irse a trabajar como misioneros a China. Después de su graduación consiguió trabajo como asistente en el departamento de Zoología de la escuela y ahí fundó un club misionero para estudiantes católicos en 1906. Mientras organizaba el club conoció al padre James A. Walsh, director de la oficina de Propagación de la Fe de Boston, más tarde fundador de Padres y Hermanos de Maryknoll, a través de quien se inspiró para establecer una congregación misionera para mujeres.
Se mudó a Boston para asistir a la Escuela Normal en 1908, de donde se graduó al año siguiente. Se dedicó a la enseñanza y a colaborar con Walsh en la publicación de Field Afar, la revista de su grupo misionero. Fundó las Hermanas Maryknoll en 1912 y adoptó el nombre de madre Mary Joseph. La orden obtuvo la aprobación papal como congregación religiosa dedicada a las misiones en el extranjero en 1920, mientras que ella recibió el nombramiento de madre superiora. Para 1955, las Hermanas Maryknoll contaban con más de 1000 integrantes trabajando en alrededor de veinte países. Falleció el 9 de octubre de 1955.
Rogers recibió varios reconocimientos por su labor, como un doctorado honorario de parte de su alma mater el Smith College y otro de parte del Regis College. Fue elegida para formar parte del National Women's Hall of Fame en 2013.